# Dioxys producta
Dioxys producta là một loài ong trong họ Megachilidae. Loài này được Cresson miêu tả khoa học đầu tiên năm 1879.